# 1991년 전미 비평가 협회상
제26회 전미 비평가 협회상은 1991년 최고의 영화를 기리기 위해 1992년 1월에 열린 시상식이다.

## 수상 및 후보

### 작품상
- 인생은 향기로워 수상

### 감독상
- 네이키드 런치 - 데이빗 크로넨버그 수상

### 여우주연상
- 인생은 향기로워 - Alison Steadman 수상

### 남우주연상
- 아이다호 - 리버 피닉스 수상

### 여우조연상
- 인생은 향기로워 - 제인 호록스 수상

### 남우조연상
- 델마와 루이스 - 하비 케이틀 수상
- 벅시 - 하비 케이틀 수상

### 각본상
- 네이키드 런치 - 데이빗 크로넨버그 수상

### 촬영상
- 바톤 핑크 - 로저 디킨스 수상

### 외국어영화상
- 베로니카의 이중 생활 수상

### 다큐멘터리상
- 파리는 불타고 있는가? 수상

### 실험영화상
- 신비의 도시 아키엔젤 수상

### 특별공헌상
- 리리컬 나이트레이트 - Peter Delpeut 수상